# 道床
道床（どうしょう）は、道路や軌道の床のこと。

## 概要
道床は、容易に不等沈下や轍が発生しないよう、複合的な構造を持つことが多い。道路の場合日本では昔は舗装されていなかったが1950年以降、急速に舗装され始めた。カンボジアなど発展途上国はもちろんのこと、他の国の一部ですら幹線道路を除くと道床が未舗装の区間が一般的である。

## 道床の成分

### 道路
- アスファルト
- モルタル
- 石

### 軌道
- バラスト
- スラブ